# Ширлі Кларк
Ши́рлі Кла́рк (англ. Shirley Clarke, уроджена Ши́рлі Брі́мберг (англ. Shirley Brimberg); нар. 2 жовтня 1919, Нью-Йорк — пом.23 вересня 1997, Бостон, Массачусетс, США) — американська незалежна кінорежисерка. Була одним з провідних нью-йоркських режисерів 1950-х і 1960-х років. Її фільми слугують класичними прикладами найкращих робіт в американському незалежному кінематографі. Документальний фільм «Роберт Фрост: Полюбовна суперечка зі світом», який зняла Ширлі Кларк, був віздзначений премією «Оскар» 1964 року .

## Біографія
Ширлі Кларк (уроджена Брімберг) народилася 2 жовтня 1919 року в Нью-Йорку в сім'ї польсько-єврейського іммігранта Семюеля Брімберга, успішного промисловця, що одружився з донькою мультимільйонера Флоренс Розенберг. Ширлі і дві її молодші сестри жили й виховувалися під наглядом гувернанток і нянечок в шикарній квартирі на Мангеттені на Парк-авеню. Хоча дівчатка рідко розлучалися з батьками, Семюель і Флоренс мало проводили часу з дітьми і були від них емоційно віддалені. Вони настільки були прихильні Вікторіанської моралі в уявленнях про мужність і жіночність, що Ширлі виросла повністю переконаною, що її мати є втіленням типової леді, а пихатий і владний батько — грубим галасливим маніяком. Все частіше й частіше Ширлі починала суперечити батькові, що нерідко закінчувалося ляпасом. Бувши поганою ученицею в одній з найдорожчих шкіл Нью-Йорка, школі Лінкольна, Ширлі викликала гнів батька, приділяючи більше уваги танцям, ніж навчанню. Ширлі згадувала, що в очах батька танцівниці і повії були одним і тим же. Щоб обійти заборону батька на заняття танцями і його небажання платити за них, вона стала відвідувати коледжі за межами штату, вибираючи ті, в яких були заняття сучасними танцями і маскуючи це інтересом до гуманітарної освіти. Таким чином, перебираючись з коледжу до коледжу, Ширлі вдалося повчитися в Коледжі Стівенса, Беннінгтонському коледжі, Університеті Північної Кароліни і Університеті Джона Гопкінса, закінчивши в кожному по кілька курсів танцю. Коли у 1943 році їй необхідно було продовжити своє навчання з хореографами в Нью-Йорку, вона вже не могла більше дистанціюватися і використати коледж як хитрісь. Тоді вона знайшла інший спосіб втекти від батька — вийти заміж. І в серпні 1944 року, вона сама зробила пропозицію літографові Берту Кларку. Шлюб був чисто формальним, але дозволив Ширлі стати фінансово незалежною і продовжити заняття хореографією.
Першу хореографічну постановку Кларк здійснила у віці 17 років. Наприкінці 1940-х років вона була учасницею авангардної танцювальної спільноти, що склалося навколо нью-йоркської єврейської молодіжної асоціації і хореографічної школи Ханьї Голм. З 1946 по 1953 роки Ширлі була співголовою Національного танцювального фонду. Зазнавши кілька невдач на танцювальному терені, Кларк вирішила змінити професію і скористатися кінокамерою, подарованою їй на весілля. 1953 року з перенесення хореографічної постановки Денеела Нагріна «Танець на сонці» на плівку почалася режисерська кар'єра Ширлі Кларк.

## Кінокар'єра
Кларк застосувала хореографічний підхід до свого наступного короткометражного і ніяк не пов'язаного з танцями фільму «У паризьких парках» (1954). У цьому фільмі показано повсякденне життя одного з парків Парижа, спершу повного людей і пустинного до вечора наприкінці фільму. Стрічки «Бій биків» (1955) і «Момент в коханні» (1957) знову були зняті у формі танцювальних фільмів. У цей період Кларк навчалася кіномистецтву у Ганса Ріхтера в нью-йоркському Сіті Коледжі, також відвідувала неформальні курси режисера Пітера Глушанока. 1955 року Кларк стала активною членкинею організації незалежних кінематографістів Америки, метою якої було просування і поширення незалежних фільмів. Завдяки членству в цій організації Ширлі стала частиною художнього гуртка в Гринвіч-Віллидж, куди входили такі авангардні режисери як Майя Дерен, Стен Брекідж і Йонас Мекас.
Разом з кількома режисерами Кларк брала участь в створенні циклу кінороликів про повсякденне американське життя для павільйону США на Всесвітній виставці 1958 року в Брюсселі. Частина знятого матеріалу Кларк потім використала у власній експериментальній короткометражці «Карусель мостів», в якій використала «танцюючу» камеру, накладення кадрів і колірні трансформації, створивши тим самим один з найкращих і найвідоміших зразків кінематографічного абстрактного експресіонізму 1950-х років. 1962 року, невдовзі після заснування спільної з Йонасом Мекасом продюсерській компанії Film-Makers Cooperative, Кларк зняла для телебачення документальний фільм «Роберт Фрост: Полюбовна суперечка зі світом» на прохання самого Фроста. Фільм не вирізнявся новаторством, більше того, Кларк через творчі розбіжності покинула проєкт до його завершення, проте стрічка принесла їй у 1964 році премію «Оскар» за найкращий документальний повнометражний фільм.
Перший ігровий фільм, знятий Кларк, «Зв'язковий» (1962) був екранізацію п'єси Джека Гелбера. Ця стрічка була знаковою для незалежного ігрового кіно Нью-Йорка. У чорно-білій малобюджетній стрічці, наповненій реалізмом, була порушена проблема наркозалежності. Відвертість фільму, зокрема постійне вживання героями слова «лайно», стала причиною його заборони у США, хоча на Каннському кінофестивалі «Зв'язковий» був тепло зустрінутий критиками. Стосовно заборони у 1962 році Ширлі заявила: «Я борюся проти консерватизму в кіноіндустрії. Хто сказав, що фільм повинен коштувати мільйон доларів і бути безпечним для перегляду кожним 12-річним в Америці?» Наступний ігровий фільм Кларк, «Паралельний світ» (1964), що є адаптацією однойменного роману Воррена Міллера, став однією з перших кінострічок, що розповідають про гарлемські банди без голлівудського моралізму, і першим комерційним фільмом, знятим в Гарлемі.
Документальний фільм «Портрет Джейсона», знятий Кларк у 1967 році, є півторагодинним інтерв'ю з чорношкірим хастлером-гомосексуалом Джейсоном Голлідеєм, знятим за матеріалами дванадцятигодинної бесіди. Фільм було показано на Нью-йоркському кінофестивалі, він також широко висвітлювався в американській пресі і був зустрінутий нею дуже прохолодно, порівняно з рецензіями європейських критиків. Інгмар Бергман одного разу назвав «Портрет Джейсона» найзахопливішим з бачених ним фільмів, а Джон Кассаветіс назвав роботу Кларк над цим фільмом геніальної.
У 1970-ті роки Кларк стала знімати фільми на відеокамеру. Вона зробила понад 400 записів, хоча небагато з них стали фільмами. Дві стрічки, «Дика любов» (1981) і «Мови» (1982), були записами театральних постановок Джозефа Чайкіна в театрі Сан-Франциско. Останньою роботою Кларк став документальний фільм про авангардного джазового музиканта Орнетта Коулмана.
З 1975 по 1985 роки Кларк викладала кіномистецтво в Каліфорнійському університеті в Лос-Анджелесі. Останні роки життя вона мешкала в місті Карлайл в Массачусетсі, страждала хворобою Альцгеймера. За два тижні до смерті у Кларк стався серцевий напад, після чого її було відправлено до медичного центру в Бостоні, де вона померла 23 вересня 1997 року, трохи не доживши до свого 78-річчя.

## Фільмографія
- 1953 — Танець на сонці (короткометражний)
- 1954 — У паризьких парках (короткометражний)
- 1955 — Бій биків (короткометражний)
- 1956 — Момент в кохання (короткометражний)
- 1957 — Брюссельська петля (короткометражний)
- 1958 — Карусель мостів (короткометражний)
- 1960 — Хмарочос (короткометражний)
- 1962 — Зв'язковий
- 1963 — Роберт Фрост: Полюбовна суперечка зі світом (документальний)
- 1964 — Паралельний світ
- 1967 — Портрет Джейсона (документальний)
- 1978 — Транс (короткометражний)
- 1978 — Один-2-3 (короткометражний)
- 1980 — Візуальний щоденник (короткометражний)
- 1981 — Дика/любов (короткометражний)
- 1982 — Мови (короткометражний)
- 1982 — Виступ (короткометражний)
- 1983 — Коробка (короткометражний)
- 1985 — Орнетт: Зроблений в Америці (документальний)

## Визнання
| Нагороди та номінації Ширлі Кларк         | Нагороди та номінації Ширлі Кларк                        | Нагороди та номінації Ширлі Кларк           | Нагороди та номінації Ширлі Кларк |
| Рік                                       | Категорія                                                | Фільм                                       | Результат                         |
| ----------------------------------------- | -------------------------------------------------------- | ------------------------------------------- | --------------------------------- |
| Міжнародний кінофестиваль у Сан-Франциско |                                                          |                                             |                                   |
| 1959                                      | Приз «Золоті ворота» за найкращий короткометражний фільм | Хмарочос                                    | Перемога                          |
| Премія «Оскар»                            |                                                          |                                             |                                   |
| 1960                                      | Найкращий короткометражний фільм                         | Хмарочос                                    | Номінація                         |
| 1964                                      | Найкращий документальний фільм                           | Роберт Фрост: Полюбовна суперечка зі світом | Перемога                          |
| Венеційський міжнародний кінофестиваль    |                                                          |                                             |                                   |
| 1963                                      | Золотий лев                                              | Паралельний світ                            | Номінація                         |